# Better Call Saul (5.ª temporada)
A quinta temporada da série de televisão Better Call Saul estreou originalmente no dia 23 de fevereiro de 2020 nos Estados Unidos. A temporada contém dez episódios e foi transmitida às segundas-feiras às 21:00 horas (leste) nos Estados Unidos no canal de televisão AMC; com exceção do episódio de estreia que foi transmitido no domingo. Bob Odenkirk (Jimmy McGill/Saul Goodman), Jonathan Banks, Rhea Seehorn, Patrick Fabian, Michael Mando e Giancarlo Esposito reprisam seus papéis das temporadas anteriores com a adição de Tony Dalton, promovido ao elenco principal pelo seu papel recorrente na quarta temporada. Better Call Saul é um prelúdio derivado de Breaking Bad criado por Vince Gilligan e Peter Gould.
A temporada mostra a progressão de Jimmy, tendo recuperado sua licença de advocacia após um ano de suspensão, para o personagem de Saul Goodman, para grande desgosto de Kim Wexler (Seehorn). Além disso, a presença de Lalo Salamanca (Dalton) atrapalha os planos de Gus Fring (Esposito) de construir um "superlaboratório" que lhe permitirá contornar o cartel mexicano de cocaína vendendo metanfetamina produzida localmente, enquanto Nacho Varga (Mando) é pego pelos dois lados do cartel. Mike Ehrmantraut (Banks) luta para superar a morte de Werner Ziegler sob as ordens de Gus.

## Produção

### Desenvolvimento
Em 28 de julho de 2018, a AMC renovou Better Call Saul para uma quinta temporada pouco antes da transmissão da quarta temporada.

### Enredo
Quando questionado sobre o que o público deveria esperar na quinta temporada, o co-criador da série Peter Gould disse:
| “ | Parece que o primeiro passo de Jimmy é tentar alavancar todos os contatos que ele tem no mundo da venda de telefones. Mas não se esqueça, ele também conhece o veterinário [Caldera]... e o veterinário é uma espécie de Craigslist para o submundo em Albuquerque. Então ele pode ir muito longe. A questão é: como ele estabelecerá uma reputação não apenas de um advogado criminal, mas de um advogado do crime? E o que isso significa para ele neste momento? Porque as situações podem exigir que ele faça coisas e feche os olhos para coisas que Jimmy McGill não seria capaz de suportar. | ” |

### Elenco
Os membros do elenco principal Bob Odenkirk, Jonathan Banks, Rhea Seehorn, Patrick Fabian, Michael Mando e Giancarlo Esposito reprisam seus papéis das temporadas anteriores como Jimmy McGill/Saul Goodman, Mike Ehrmantraut, Kim Wexler, Howard Hamlin, Nacho Varga e Gus Fring respectivamente. Tony Dalton, que retornou na quarta temporada como Lalo Salamanca, foi promovido ao elenco principal na quinta temporada. Em janeiro de 2020, foi anunciado que os atores de Breaking Bad, Dean Norris e Steven Michael Quezada, reprisariam seus papéis como Hank Schrader e Steven Gomez, juntamente com o ator Robert Forster, que fez uma participação póstuma como Ed Galbraith. O primeiro episódio da temporada foi dedicado a Forster.

### Filmagens
As filmagens da quinta temporada começaram no dia 10 de abril de 2019, em Albuquerque, Novo México, e foram concluídas em setembro de 2019.

## Elenco e personagens

### Principal
- Bob Odenkirk como Jimmy McGill/Saul Goodman/Gene Takavic, um advogado anteriormente suspenso que recuperou seus direitos de advocacia e agora a pratica oficialmente sob o nome Saul Goodman.
- Jonathan Banks como Mike Ehrmantraut, o assassino de aluguel e colecionador do negócio de drogas de Gus Fring.
- Rhea Seehorn como Kim Wexler, uma advogada que é namorada e confidente de Jimmy.
- Patrick Fabian como Howard Hamlin, o único sócio-gerente da Hamlin, Hamlin & McGill após a morte de Chuck McGill.
- Michael Mando como Nacho Varga, um executor de nível médio do grupo de drogas de Salamanca, que também é um agente duplo de Gus.
- Tony Dalton como Lalo Salamanca, um membro da família Salamanca que ajuda a administrar o negócio de drogas de seu tio Hector.
- Giancarlo Esposito como Gus Fring, um distribuidor de metanfetamina que usa sua rede de restaurantes fast food Los Pollos Hermanos como fachada para suas atividades criminosas.

### Recorrentes e convidados
- Robert Forster como Ed Galbraith, um reparador e vendedor de aspiradores de pó que trabalha secretamente como um especialista na criação de novas identidades; reprisando o seu papel de Breaking Bad e El Camino.[6]
- Lavell Crawford como Huell Babineaux, um batedor de carteiras profissional contratado por Jimmy.[11]
- Max Arciniega como Domingo "Krazy-8" Molina, um distribuidor de metanfetamina que trabalha para Nacho.
- Javier Grajeda como Juan Bolsa, chefe do cartel mexicano de drogas.
- Josh Fadem como Rapaz da Câmera, um estudante de cinema que ajuda Jimmy em vários projetos e esquemas.
- Hayley Holmes como Garota Atriz, uma estudante de cinema que ajuda Jimmy em vários projetos e esquemas.
- Peter Diseth como Bill Oakley, vice-promotor público.
- Stefan Kapicic como Casper, membro da equipe de Werner Ziegler para a construção do "superlaboratório" de metanfetamina de Gus.
- Ben Bela Böhm como Kai, membro da equipe de Werner Ziegler para a construção do "superlaboratório" de metanfetamina de Gus.
- Mark Margolis como Hector Salamanca, um chefão das drogas outrora brutal que, após sofrer um derrame, ficou incapaz de andar e falar.[12]
- Kerry Condon como Stacey Ehrmantraut, a nora viúva de Mike e a mãe de Kaylee Ehrmantraut.
- Jeremiah Bitsui como Victor, um dos capangas de Gus.
- Ray Campbell como Tyrus Kitt, um dos capangas de Gus.
- Juan Carlos Cantu como Manuel Varga, pai de Nacho e dono de uma loja de artigos de tapeçaria.
- Dean Norris como Hank Schrader, um agente da DEA; reprisando seu papel de Breaking Bad.[6]
- Steven Michael Quezada como Steven Gomez, um agente da DEA; reprisando seu papel de Breaking Bad.[6]
- Dennis Boutsikaris como Rich Schweikart, co-fundador do escritório de advocacia Schweikart & Cokely e chefe de Kim.
- Rex Linn como Kevin Wachtell, presidente do banco Mesa Verde.
- Cara Pifko como Paige Novak, consultora sênior da Mesa Verde e uma das clientes de Kim.
- Sasha Feldman e Morgan Krantz como Sticky e Ron, uma dupla de usuários de drogas e pequenos infratores que se tornam clientes de Jimmy.
- Barry Corbin como Everett Acker, o único proprietário restante da propriedade que a Mesa Verde adquiriu e planeja usar para construir um call center.
- JB Blanc como Barry Goodman, um médico da folha de pagamento de Gus Fring.
- Steven Ogg como Sobchak/Sr. X, um investigador de crimes particular.

- Ed Begley Jr. como Clifford Main, fundador do escritório de advocacia Davis & Main, onde Jimmy trabalhou como advogado na segunda temporada.

- Norbert Weisser como Peter Schuler, presidente da Madrigal Electromotive, empresa-mãe da franquia de restaurantes Los Pollos Hermanos de Gus.
- Laura Fraser como Lydia Rodarte-Quayle, uma executiva da Madrigal Electromotive que é a ligação da empresa com o comércio ilegal de metanfetamina de Gus.

## Episódios
| N.º na série | N.º na temp. | Título                                             | Dirigido por      | Escrito por                | Exibição original       | Audiência (milhões) |
| --- | ------------ | -------------------------------------------------- | ----------------- | -------------------------- | ----------------------- | ------------------- |
| 41 | 1            | "Magic Man" "(Mago)" (BR)                          | Bronwen Hughes    | Peter Gould                | 23 de fevereiro de 2020 | 1,60                |
| Em uma cena flashforward, um taxista diz que sabe que Gene é Saul. Gene liga para o Ed, "o desaparecedor", e este cobra-lhes o dobro para criar uma nova identidade dele. Gene muda de ideia quanto a fugir, dizendo que ele mesmo cuidará disso. Em 2004, Jimmy diz a Kim que o apelido de "Saul Goodman" que ele usou para o seu negócio de telefones celulares oferece uma base instantânea de clientes. Nacho relata rumores de que algumas remessas de metanfetamina que Gus fornece aos Salamancas é inferior, o que é confirmado por Lalo. Gus diz a Lalo e Juan Bolsa que Werner estava construindo uma máquina frigorífica na granja sob a supervisão de Mike mas que fugiu com metanfetamina roubada, que Gus substituiu por metanfetamina adquirida localmente. Lalo aceita a história inventada de Gus, mas permanece desconfiado. Saul doa seus celulares restantes para divulgar sua nova advocacia. Gus encerra a construção do laboratório por causa das suspeitas de Lalo e Mike envia a equipe de Werner para casa. Preocupado com a falta de compaixão de Gus por Werner, Mike se recusa a aceitar pagamentos durante o tempo de inatividade. A equipe de filmagens de Saul ajuda a gerar publicidade para sua nova prática fingindo um confronto com o procurador-adjunto da Oakley. O cliente de Kim reluta em aceitar um acordo favorável. Saul se oferece para ajudar a convencer o cliente dela a aceitar, mas Kim recusa. Porém, depois que Jimmy vai embora, ela mesma administra o golpe.                 |              |                                                    |                   |                            |                         |                     |
| 42 | 2            | "50% Off" "(50% de Desconto)" (BR)                 | Norberto Barba    | Alison Tatlock             | 24 de fevereiro de 2020 | 1,06                |
| Gus quer que Nacho forneça informações privilegiadas sobre as intenções de Lalo. Dois usuários de drogas que receberam o cartão de visita de Saul com 50% de desconto saem fazendo badernas pela cidade por vários dias. Enquanto tentam comprar mais metanfetamina na farmácia de Salamanca, o produto fica preso no cano de esgoto utilizado para entregar o produto. A tentativa de Domingo de resolver o problema faz com que as drogas caiam no mesmo instante em que a polícia chega. Nacho ganha a confiança de Lalo escalando os telhados para se infiltrar e recuperar o estoque de drogas antes da polícia entrar no local. Mike ainda está chateado com a morte de Werner e resolve afogar suas mágoas na bebida. Ele toma conta de Kaylee, que faz perguntas sobre o pai dela, fazendo Mike ter um acesso de raiva. Jimmy tenta voltar às boas graças de Kim. Ela diz a Jimmy que apreciou seu esforço para ajudar a convencer seu cliente a aceitar um acordo favorável, mas deixa claro que não quer ter que mentir para obter sucesso. Como Saul, Jimmy assume sua nova personalidade no tribunal e faz vários acordos favoráveis para seus clientes. Ele então engana a promotora assistente Ericsen para fazer vários outros enquanto ela e ele ficam presos em um elevador que ele pagou a um técnico de manutenção para sabotá-lo. Howard convida Jimmy para almoçar e a lembrança de seu passado deixa Jimmy inquieto. Quando Jimmy sai do tribunal, Nacho aparece de repente e manda Jimmy entrar no seu carro. |              |                                                    |                   |                            |                         |                     |
| 43 | 3            | "The Guy for This" "(O Cara Certo)" (BR)           | Michael Morris    | Ann Cherkis                | 2 de março de 2020      | 1,18                |
| Nacho leva Jimmy até Lalo, que quer que ele assegure que Domingo seja libertado da prisão antes que ele diga alguma coisa. Jimmy inicia uma manobra com Domingo, que atrai os agentes da DEA Hank Schrader e Steven Gomez para a prisão. Embora eles inicialmente suspeitem que estavam sendo enrolados, Jimmy, como Saul e advogado de Domingo, organiza que Domingo seja libertado com a condição de se tornar o informante pessoal de Hank e revelar os pontos de drogas de Gus. Jimmy descobre que Lalo planeja usá-lo mais no futuro. Nacho tenta comprar a loja de seu pai para que ele se aposente seguro e longe do mundo das drogas, mas seu pai descobre o truque. Mais tarde, Nacho revela o esquema de Lalo para Gus, que decide não interferir. Mike continua remoendo a morte de Werner. Kim é retirada de um dia de trabalho pro bono para lidar com um proprietário obstinado que se recusa a deixar sua terra para dar lugar a construção de um call center do Mesa Verde. Inicialmente Kim exige que ele aceitasse a sentença judicial para removê-lo da terra, no entanto ela volta mais tarde com uma oferta sincera de ajudá-lo a se mudar, mas o proprietário a acusa de apenas fingir querer ajudar e recusa sua oferta novamente. |              |                                                    |                   |                            |                         |                     |
| 44 | 4            | "Namaste" "(Namastê)" (BR)                         | Gordon Smith      | Gordon Smith               | 9 de março de 2020      | 1,22                |
| Jimmy se encontra com Howard durante o almoço, onde Howard oferece a Jimmy um cargo na HHM. Jimmy fica nervoso com a oferta e depois usa três bolas de boliche para danificar o carro caro de Howard. Kim tenta convencer o Mesa Verde a usar um plano de desenvolvimento alternativo e deixar a casa de Acker em pé, porém o banco insiste em despejá-lo. Kim decide pedir a ajuda de Jimmy, convencendo Acker a contratá-lo em um processo contra o banco. Gus, através de Victor e Diego, garante que a DEA encontre os três pontos de droga que Domingo lhes contou. Stacey diz a Mike que ela ainda não se sente confortável em tê-lo como babá de Kaylee. Naquela noite, Mike é espancado pela gangue local com quem lutou anteriormente e acorda em um povoado desconhecido. |              |                                                    |                   |                            |                         |                     |
| 45 | 5            | "Dedicado a Max" "(Dedicado ao Max)" (BR)          | Jim McKay         | Heather Marion             | 16 de março de 2020     | 1,45                |
| Mike acorda em um rancho no México que tem vínculo com Gus, incluindo uma fonte dedicada ao Max. O Dr. Barry Goodman trata o seu ferimento e recomenda que ele fique no local até se curar. Mais tarde, Gus chega e pede a ajuda de Mike na guerra de Gus contra os Salamancas. Mike se recusa a matar para simplesmente promover os objetivos de Gus, mas Gus diz que quer Mike porque Mike entende a necessidade de vingança de Gus. Jimmy como Saul cria atrasos na expulsão de Acker pelo Mesa Verde. Kim tenta se afastar do caso alegando um conflito de interesses, mas Kevin insiste que ela permaneça e recusa qualquer compromisso. Howard pede a Jimmy que aceite sua oferta para se juntar à HHM, e Jimmy afirma que ainda está considerando. Jimmy sugere que não há opções para Acker a não ser encontrar "sujeira" em Kevin e tenta convencer Kim a seguir em frente, mas ela decide prosseguir. Jimmy contrata Sobchak, que acha que sua busca na casa de Kevin não revelou nada prejudicial, mas o sorriso de Kim ao olhar as fotos de Sobchak indica que ela encontrou algo útil. Rich Schweikart sugere que Kim se desligue de todos os negócios do Mesa Verde, deduzindo corretamente que seu coração não está nele, mas ela furiosamente se recusa a fazer isso. |              |                                                    |                   |                            |                         |                     |
| 46 | 6            | "Wexler v. Goodman" "(Wexler contra Goodman)" (BR) | Michael Morris    | Thomas Schnauz             | 23 de março de 2020     | 1,40                |
| Kim diz a Jimmy que não quer chantagear Kevin e deseja chegar a um acordo entre o Mesa Verde e Everett Acker. Jimmy concorda, mas na reunião para finalizar o acordo, ele surpreende todo mundo pedindo US$ 4 milhões. A ideia que Kim teve ao olhar as fotos de Sobchak era que o logotipo do Mesa Verde foi inspirado em uma fotografia que o banco nunca obteve permissão para usar. Jimmy pressiona Kevin ameaçando uma liminar contra a exibição do logotipo e dos anúncios de TV que buscam demandantes por ações coletivas contra o banco, que mostram o pai de Kevin, Don, desfavoravelmente. Kevin se encontra em privado com Jimmy e aceita um acordo para pagar Acker e o autor da foto. Kim, furiosa, confronta Jimmy, chateada por ele ter feito dela a "otária" do seu golpe. Ela diz a ele que eles precisam terminar ou se casar. Gus, Victor e Mike se encontram com Nacho, que relata o plano de Lalo de revelar a localização dos traficantes de rua à polícia. Gus instrui Victor a deixar funcionários de baixo escalão serem capturados, garantindo que nada aponte para Gus. Mike secretamente aponta a polícia para o envolvimento de Lalo no assassinato de Fred, o funcionário do caixa eletrônico. Os policiais prendem Lalo enquanto ele dirigia. |              |                                                    |                   |                            |                         |                     |
| 47 | 7            | "JMM" "(JMM)" (BR)                                 | Melissa Bernstein | Alison Tatlock             | 30 de março de 2020     | 1,30                |
| Jimmy e Kim se casam, aplicando privilégios de cônjuge em suas conversas. Lalo é acusado de assassinato sob um pseudônimo, é preso e orienta Saul a conseguir fiança. Kim e Rich pedem desculpas pelo resultado do caso Everett Acker. Kevin indica que os informará depois se os manterão. Kim e Rich retornam, e Kim lembra Kevin que ele ignorou os conselhos deles e diz que, se eles continuarem como seus conselheiros jurídicos, Kevin deve estar mais disposto a ouvir. Kevin concorda e os mantém. Mike diz a Stacey que passou pelo problema que causou sua raiva recente. Nacho diz à Mike que Lalo quer que ele próprio queime o restaurante de Gus. Gus e outros proprietários de subsidiárias fornecem atualizações ao Peter, presidente da Madrigal. Posteriormente, Gus informa Peter e Lydia sobre o status do laboratório de metanfetamina. Peter fica chateado com os atrasos, mas Gus reafirma sua determinação. Nacho e Gus destroem o interior do Los Pollos Hermanos, e Gus incendeia o lugar. Saul usa as informações de Mike para acusar a polícia de fabricar evidências contra Lalo. A fiança fica por US$ 7 milhões, valor este que Lalo diz que pode pagar. Howard confronta Saul/Jimmy por danificar seu carro e interromper seu almoço. Jimmy culpa Howard furiosamente pela morte de Chuck. |              |                                                    |                   |                            |                         |                     |
| 48 | 8            | "Bagman"                                           | Vince Gilligan    | Gordon Smith               | 6 de abril de 2020      | 1,42                |
| Os primos pegam o dinheiro da fiança de Lalo em um cartel no México. Um informante faz uma ligação telefônica para relatar sua presença. Lalo orienta Jimmy ao local coleta e oferece ele $ 100.000 para transportar o dinheiro. Kim tenta convecer Jimmy a não ir, porque ele é advogado, não um "bagman" de traficantes, mas ele reluta e diz que será um trabalho fácil. Os primos repassam o dinheiro a Jimmy e partem. Quando Jimmy inicia sua viagem de volta, ele é interrompido por vários homens armados. Eles pegam o dinheiro e se preparam para matá-lo, mas são atacados por um atirador invisível. Apenas um sobrevivente escapa. O atirador é Mike, que sai com Jimmy e o dinheiro. O carro de Jimmy quebra no meio do caminho, então eles o empurram para uma vala e caminham pelo campo para não cruzar com o atirador. Eles acampam durante a noite e depois continuam seu percurso. Kim visita Lalo para perguntar sobre a sua localização. O atirador continua procurando, então Jimmy age como isca e o atrai. Mike acerta o atirador e o veículo capota e é destruído. Mike e Jimmy voltam a andar. |              |                                                    |                   |                            |                         |                     |
| 49 | 9            | "Bad Choice Road"                                  | Thomas Schnauz    | Thomas Schnauz             | 13 de abril de 2020     | 1,51                |
| Jimmy e Mike vão até uma parada de caminhões e Tyrus e Victor vão buscá-los. Jimmy paga a fiança de Lalo e diz a Lalo andou sozinho pelo deserto após seu carro quebrar. Lalo planeja retornar ao México. Gus percebe que os homens que abordaram Jimmy foram contratados por Juan Bolsa para proteger os negócios de Gus. Jimmy mente para Kim sobre o que aconteceu, mas Kim descobre a verdade depois de ver o furo de bala em sua caneca de café. Kim sai da Schweikart e da Cokely para se concentrar em clientes pro bono. Mike diz a Jimmy que seu estresse pós-traumático passará com o tempo. Lalo descobre o carro de Jimmy e retorna para Albuquerque em vez de esperar que os primos o tragam para o México. Mike liga para avisar Jimmy pouco antes de Lalo chegar ao apartamento de Kim. Enquanto Mike mira seu rifle de precisão em Lalo, Lalo faz Jimmy repetir a história de sua caminhada no deserto e, em seguida, pergunta sobre os buracos de bala no seu carro. Kim diz a Lalo que o carro provavelmente foi destruído por vândalos e o repreende pela desconfiança em Jimmy. Lalo se convence com a explicação de Kim e vai embora. Ele diz a Nacho para ir para o México, mas não para o local de coleta original. |              |                                                    |                   |                            |                         |                     |
| 50 | 10           | "Something Unforgivable"                           | Peter Gould       | Peter Gould & Ariel Levine | 20 de abril de 2020     | 1,59                |
| Após Lalo sair, Jimmy conta a Kim a verdade sobre sua jornada no deserto com Mike. Kim e Jimmy se escondem em um hotel no centro. Mike diz a Gus que Lalo e Nacho foram para a casa de Lalo, em Chihuahua. Gus sugere que Nacho possa ajudar os assassinos que enviou. Kim aceita 20 crimes pendentes do defensor público pro bono. Nacho recebe uma ligação secreta dizendo-lhe para abrir o portão dos fundos da casa de Lalo às 3 horas da manhã. Kim diz a Howard que saiu da Schweikart e da Cokely. Howard avisa Kim sobre o assédio recente de Jimmy e sugere que Kim devesse parar de seguir seu exemplo. Kim diz que está insultada com a ideia de que não pode decidir por si mesma. Mike diz a Jimmy que Lalo será morto e Jimmy mais tarde passa a informação a Kim. Eles discutem forçar uma resolução de caso Sandpiper sabotando Howard, o que permitiria a Jimmy receber sua parte de sete dígitos do acordo mais cedo. Lalo apresenta Nacho a Don Eladio, que aprova planos de Nacho para o negócio de drogas. Nacho abre o portão de Lalo e foge enquanto os assassinos invadem a casa. Lalo mata todos, exceto um. Ele instrui o sobrevivente a ligar para o mandante que organizou o assassinato e relatar que Lalo foi assassinado. |              |                                                    |                   |                            |                         |                     |

## Transmissão
Nos Estados Unidos a temporada estreou com dois episódios na noite de domingo do dia 23 de fevereiro de 2020, antes de retornar ao horário normal na segunda-feira, 24 de fevereiro. Nas semanas anteriores à estreia, a AMC havia feito uma maratona de Breaking Bad, levando à estreia de El Camino: A Breaking Bad Movie e na sequência para a quinta temporada de Better Call Saul. Quanto à decisão de transmitir a quinta temporada quase um ano e meio após a quarta, Sarah Barnett, a presidente do grupo de redes de entretenimento da AMC Networks, disse que o longo hiato foi "impulsionado por necessidades de talentos, que não substituiríamos se fosse resultar em uma temporada ruim."
Fora dos Estados Unidos, em certos mercados internacionais e do mesmo modo que as temporadas anteriores, a quinta temporada foi lançada na Netflix, com os episódios sendo disponibilizados no dia seguinte à transmissão na AMC.

## Recepção
A quinta temporada de Better Call Saul foi amplamente elogiada pela crítica especializada. No agregador de avaliações Rotten Tomatoes, a temporada deteve uma classificação de aprovação de 99% com base em 30 análises, com uma nota média de 8.6 de 10. O consenso crítico do site diz: "Baseada na performance infinitamente matizada de Bob Odenkirk, a quinta temporada de Better Call Saul é uma aula sombria, engraçada e vívida feita sobre tragédia".
| - 6º temporada (2022): Porcentagem de avaliações positivas rastreadas pelo site Rotten Tomatoes | |
|                                                                                                 | Esta página contém um gráfico que utiliza a extensão <graph>. A extensão está temporariamente indisponível e será reativada quando possível. Para mais informações, consulte o ticket T334940. |

No Metacritic, por sua vez, a temporada foi avaliada com nota média de 92 de 100, com base em 15 análises, indicando "aclamação universal".

Kelly Connolly, em sua análise para a revista TV Guide, avaliou a temporada com 4.5 estrelas de 5 e escreveu: "É por isso que Better Call Saul é um prelúdio melhor do que outros prelúdios: Ele entende que a tragédia do destino está presente na história". Adam Chitwood, escrevendo para o Collider, avaliou a temporada com a nota máxima de 5 estrelas de 5, afirmando que "Better Call Saul está se revelando uma série possivelmente ainda melhor [do que Breaking Bad] e uma com mais nuances. Além da complexidade dos temas, a direção e a execução desta série é incomparável com qualquer coisa que esteja passando na televisão no momento."